# 14877 Zauberflöte
14877 Zauberflöte è un asteroide della fascia principale. Scoperto nel 1990, presenta un'orbita caratterizzata da un semiasse maggiore pari a 3,0420240 UA e da un'eccentricità di 0,0654618, inclinata di 12,31503° rispetto all'eclittica.